# Fine Brothers
Benny Fine (* 19. März 1981) und Rafi Fine (* 9. Juni 1983), bekannt als die Fine Brothers, sind Webvideoproduzenten, vorwiegend bekannt durch ihre React-Videoserien und ihre Internet-Sitcom MyMusic auf YouTube.

## Privat
Aufgewachsen sind die Brüder in einer jüdisch-orthodoxen Familie in Brooklyn, später in Sullivan County, New York. In der Hoffnung, den Durchbruch in Hollywood zu schaffen, reichten sie im Jahr 2000 einen Realfilm auf Filmfestivals ein, mit dem sie den Young Filmmaker Award gewannen. 2004 entschieden sie sich dann für das Internet als Plattform ihrer Produktionen, erst auf der eigenen Webseite, seit 2007 auf YouTube.

## YouTube
Die Fine Brothers veröffentlichen ihre Produktionen seit 2004, erst auf ihrer eigenen Webseite, ab 2007 auf dem YouTube-Kanal TheFineBros. Inzwischen zählt ihr Hauptkanal über 15 Millionen Abonnenten und ist damit weltweit auf dem 39. Platz nach Abonnenten (Stand Juli 2017). 2009 traten die Brüder den Maker Studios bei, verließen es wegen Uneinigkeiten jedoch 2010 wieder. Im Dezember 2013 verließen sie Revision3 und traten Fullscreen bei.
Im Januar 2016 ließen die Brüder den Begriff react (deutsch: reagieren) – ein in der YouTube-Szene weit verbreiteter Begriff für Videos, welche Reaktionen auf Videos anderer Künstler zeigen – als Wortmarke eintragen. Dies hatte die Löschung von Videos anderer Nutzer zur Folge, die den Begriff für konzeptionell ähnliche Videos verwendet hatten. Neben der Auslösung großer Empörung verbuchten die beiden den Verlust einiger hunderttausend Abonnenten. Am 1. Februar 2016 entschieden sie sich, den Markenschutz für react zurückzuziehen.
Im Dezember 2017 erschien ihr erster Spielfilm, F*&% the Prom, als Video-on-Demand. Das Drehbuch stammt von Benny und Rafi Fine; Regie führte Benny Fine.

## Filmografie
| Jahr      | Titel                     |
| --------- | ------------------------- |
| 2014–2015 | React to That             |
| 2015      | Six Degrees of Everything |

## Auszeichnungen
| Jahr | Nominiert  | Kategorie                                   | Verleiher                | Ergebnis  | Ref.   |
| ---- | ---------- | ------------------------------------------- | ------------------------ | --------- | ------ |
| 2012 | Kids React | Best Viral Video Series                     | 39th Daytime Emmy Awards | Gewonnen  | [ 12 ] |
| 2012 | Kids React | Best Variety Web Series                     | Inaugural IAWTV Awards   | Gewonnen  | [ 13 ] |
| 2013 | Kids React | Best Variety Series                         | 2013 IAWTV Awards        | Nominiert | [ 14 ] |
| 2013 | MyMusik    | Best Interactive/Social Media Experience    | 2013 IAWTV Awards        | Nominiert | [ 14 ] |
| 2013 | MyMusik    | Best Supplemental Content                   | 2013 IAWTV Awards        | Nominiert | [ 14 ] |
| 2013 | Kids React | Best Non-Fiction or Reality Series          | 3rd Streamy Awards       | Gewonnen  | [ 15 ] |
| 2013 | Themselves | Audience Choice for Personality of the Year | 3rd Streamy Awards       | Nominiert | [ 16 ] |
| 2013 | MyMusic    | Audience Choice for Series of the Year      | 3rd Streamy Awards       | Nominiert | [ 16 ] |
| 2013 | MyMusic    | Best Direction                              | 3rd Streamy Awards       | Nominiert | [ 16 ] |
| 2013 | MyMusic    | Best Comedy Series                          | 3rd Streamy Awards       | Nominiert | [ 16 ] |
| 2013 | MyMusic    | Best Writing: Comedy                        | 3rd Streamy Awards       | Nominiert | [ 16 ] |
| 2013 | MyMusic    | Best Editing                                | 3rd Streamy Awards       | Nominiert | [ 16 ] |
| 2014 | Kids React | Best Directing (Non-Fiction)                | 2014 IAWTV Awards        | Nominiert | [ 17 ] |
| 2014 | Kids React | Best Variety Web Series                     | 2014 IAWTV Awards        | Gewonnen  | [ 17 ] |
| 2014 | MyMusic    | Best Supplemental Content                   | 2014 IAWTV Awards        | Nominiert | [ 17 ] |